# David Vonwiller

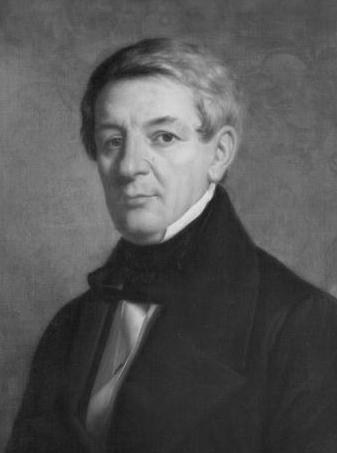
David Vonwiller

David Vonwiller (* 29. September 1794 in St. Gallen; † 18. April 1856 in Neapel) war ein Schweizer Kaufmann und Industrieller. Er gründete eine Firmengruppe im Textilbereich, welche ihn in Süditalien zum bedeutendsten Industriepionier seiner Zeit machte.

## Leben

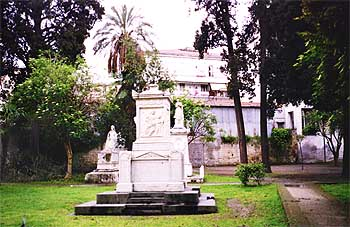
Cimitero degli Inglesi

David Vonwiller wuchs in bescheidenen Verhältnissen auf. Mit 14 Jahren machte er eine Lehre im St. Galler Musselin-Handelshaus Mittelholzer & Züblin. Für seinen Arbeitgeber bereiste er ab 1815 Süditalien um Baumwollgarne und Baumwollgewebe zu importieren. Zusammen mit Friedrich Züblin gründete er 1824 in Neapel die Handelsfirma Züblin & Vonwiller, die später zu Vonwiller & C. umbenannt wurde. Neben dem Import erweiterte er die Geschäftsbereiche seines Unternehmens um das Bankgeschäft und die Produktion und den Vertrieb italienischer Baumwollprodukte. Vonwiller war an einer Vielzahl von Firmengründungen beteiligt. 1830 erbaute er in Fratte di Salerno eine Spinnerei, später eine Weberei, Färberei und eine Kattundruckerei. Aus diesem Industriekomplex ging 1835 die Firma Schlaepfer Wenner & C. hervor. Im selben Jahr war er an der Gründung der Spinnerei mit dem Namen Escher & C. beteiligt. Weitere Produktionsstätten wurden in Castellammare di Stabia, Angri und Bari erbaut.
In den 1840er Jahren produzierte seine Firmengruppe zwei Drittel des Textilbedarfs des Königreich Neapels.
1823 heiratete er Maria Carolina Clara Breglia. Vonwiller starb am 18. April 1856 und wurde im Cimitero degli Inglesi (Friedhof der Engländer) in Neapel beerdigt.